# محمد مساعد الدوسري
محمد مساعد الدوسري (1976-)؛ محامي وسياسي كويتي، ونائب في مجلس الأمة الكويتي.

## عن حياته
التحق محمد مساعد بداح محمد الدوسري بجامعة عين شمس وحصل علي مؤهل ليسانس في الحقوق عام 2002 ، ثم لحقها بمؤهل ماجستير في الحقوق برسالة تحت عنوان (العلاقة بين السلطة التشريعية والسلطة التنفيذية) ، الي ان حصل علي الدكتوراه في القانون العام برسالة تحت عنوان (حقوق المواطنة وضماناتها التشريعية)".

## حياته العملية
- موظف سابق في شركة نفط الكويت KOC) منذ العام 1995 إلى العام 1998
- باحث قانوني في وزارة الإعلام - قطاع الإعلام الخارجي ( منذ عام 2003 حتى العام 2014)
- محامي مقید دستورية وتمييز منذ العام 2014 حتى الآن
- استاد منتدب سابق بقسم القانون العام بكلية الدراسات التجارية بالهيئة العامة للتعليم التطبيقي والتدريب في مجال القانون الدستوري - القانون العام"

## السيرة البرلمانية
شارك في إنتخابات مجلس الأمة الكويتي 2022 وحصل على 3387 صوتًا مُحققًا المركز السادس عشر في الدائرة الخامسة وخسر ، ثم عاد وترشح في انتخابات مجلس الأمة الكويتي 2023 عن الدائرة الخامسة أيضا وحصل على المركز الخامس عشر برصيد 5158 صوت وخسر أيضا ، وترشح ايضا في إنتخابات انتخابات مجلس الأمة الكويتي 2024 وحصل على 7644 صوتًا مُحققًا المركز التاسع وفاز بالانتخابات.